# Капистрану ди Абреу, Жуан
Жуан Капистрану ди Абреу  (порт. João Capistrano de Abreu; 23 октября 1853, Марангуапи — 13 августа 1927, Рио-де-Жанейро) — бразильский историк, профессор.
Один из основателей исторической науки в Бразилии. Создатель и глава реакционной расово-биологической школы в бразильской историографии.

## Биография

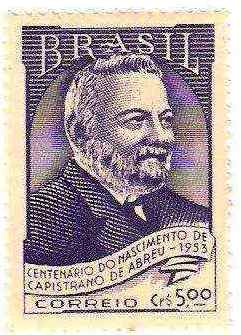
Почтовая марка Бразилии, посвящённая 100-летию Капистрану ди Абреу (1953)

В 1879—1883 года — служащий Национальной библиотеки, затем (до 1899) — преподаватель бразильской истории в Колежиу Педру II. Член Бразильского института истории и географии (с 1887). В 1899 году он подал в отставку с должности педагога и посвятил себя исключительно исследованиям.

## Научная деятельность
Придавал важное значение изучению истории освоения внутренних районов Бразилии, её природных богатств. Акцентируя внимание на социально-экономической характеристике отдельных периодов колониальной истории Бразилии, в целом, стоял на позициях географического детерминизма. Игнорировал роль народных масс в истории и враждебно относился к народным движениям, оправдывал жестокости колонизаторов, доказывал экономическую «необходимость» ввоза негров-рабов в Бразилию, проповедовал лузо-бразильский (португальско-бразильский) национализм.
В своем исследовании Ж. К. де Абреу много внимания уделял надежным источникам, строго придерживался этих правил. Тщательно исследовал обнаруженные им исторические факты. Исследовал, среди прочего, период колонизации Бразилии в 1500—1800 годах. Его работа «Открытие Бразилии», опубликованная в 1883 году, считается одной из самых важных работ среди научных работ на тему истории Бразилии и её описания.
Внёс большой вклад в развитие этнографии и языковых исследований. Его научные труды по лингвистике были переведены, среди прочего на немецкий и французский языки.

## Избранные публикации
- Estudo sobre Raimundo da Rocha Lima (1878)
- José de Alencar (1878)
- A língua dos Bacaeris (1897)
- Capítulos de História Colonial (1500—1800) (1907, 1954)
- Dois documentos sobre Caxinauás (1911—1912)
- Caminhos antigos e povoamento do Brasil (1930)
- O Descobrimento do Brasil («Открытие Бразилии», 1883)
- Ensaios e Estudos (1931—1933)
- Correspondência (1954)